# 垫状雪灵芝
垫状雪灵芝（学名：Arenaria pulvinata）为石竹科无心菜属的植物。分布于印度、尼泊尔、锡金以及中国大陆的西藏等地，生长于海拔4,200米至5,020米的地区，多生在高山草甸、高山砾石带及山顶滑塌处，目前尚未由人工引种栽培。